# 24985 Benuri
24985 Benuri (tên chỉ định: 1998 KW45) là một tiểu hành tinh vành đai chính. Nó được phát hiện bởi dự án Nghiên cứu tiểu hành tinh gần Trái Đất Lincoln ở Socorro, New Mexico, ngày 22 tháng 5 năm 1998. Nó được đặt theo tên Benjamin Uri Hoffman, an American high school student whose microbiology project won first place ở the 2008 Giải thưởng Khoa học và Kỹ thuật Intel.